# Anthrax emittens
Anthrax emittens är en tvåvingeart som beskrevs av Walker 1860. Anthrax emittens ingår i släktet Anthrax och familjen svävflugor. Inga underarter finns listade i Catalogue of Life.